# Mezőszentjakab
Mezőszentjakab (románul Iacobeni, németül Jakobsdorf) település Romániában Kolozs megyében.

## Fekvése
Kolozs megye keleti részén, Kolozsvártól keletre, Nagysármástól délnyugatra, Mezőcsán, Mezőbő, Mezőszopor és Mezőceked közt fekvő település.

## Története
1341-ben Zenth Jakaptelke néven jelentkezik először a forrásokban. Szent Jakab tiszteletére szentelt temploma, valamint az 1341-ben keltezett oklevélben megemlített településrész neve (Feketeluk) magyar lakosságról árulkodik. 1517-ben a települést még magyarok lakták, ezt követően már csak román faluként említik.
A trianoni békeszerződésig Torda-Aranyos vármegye Tordai járásához tartozott.

## Lakossága
1910-ben 810 lakosa volt a településnek, ebből 746 román, 41 magyar, 21 cigány és 2 német nemzetiségűnek vallotta magát.
2002-ben 730 lakosából 690 román, 40 cigány volt.